# 瓦西里·奇比涅夫
瓦西里·维克托罗维奇·奇比涅夫（羅馬化：Valerii Viktorovych Chybinieiev；1988年3月3日—2022年3月3日），乌克兰陆军上尉，第79空降旅狙击营指挥官兼狙击手，曾在2016年获颁“乌克兰英雄”荣誉称号，被称为是乌克兰最年轻的军事指挥官。2022年3月3日，奇比涅夫在基輔郊區战死殉国，年仅34岁，当天是他的生日，两年前其胞弟也為國捐軀。

## 備注
1. ↑  又譯奇比涅耶夫[2][3]